# Larisa Diadkova
Larisa Diadkova es una mezzosoprano rusa nacida en Zelenodolsk en 1955.
Estudió en el conservatorio de Leningrado, integrándose luego a la compañía del Kirov Opera Company donde debutó como Vanya en La vida por el zar de Mijaíl Glinka. Es una notable intérprete de obras rusas, eslavas además de Mahler, Verdi y Wagner.
Una de las intérpretes favoritas del director Valeri Guérguiev del Mariinski; en Moscú en el Bolshoi Opera fue invitada por Mstislav Rostropovitch en las funciones que marcaron su regreso con la ópera Jovánschina.
Ha cantado en el Royal Albert Hall, el Barbican Centre, Wigmore Hall; Konzerthaus y Musikverein en Viena; Concertgebouw, en Ámsterdam, Avery Fisher Hall como artista principal del Teatro Mariinsky.
En casas líricas como el Metropolitan Opera, Salzburg Festival, Royal Opera House Covent Garden, Teatro al la Scala, Lyric Opera of Chicago y en la Opera de París como la Bruja Jezibaba en Rusalka de Antonín Dvořák.

## Discografía de referencia
- Dvořák: Rusalka / Conlon (DVD)
- Glinka: Ruslan and Lyudmila / Gergiev, Kirov Opera
- Prokófiev: Betrothal In A Monastery / Gergiev
- Prokófiev: Love For Three Oranges / Gergiev
- Rimski-Kórsakov: Kashchey the Immortal / Gergiev
- Rimski-Kórsakov: Sadko / Gergiev, Kirov Opera
- Rimski-Kórsakov: The Legend of the Invisible City of Kitezh / Gergiev
- Shostakóvich: Orchestral Songs Vol 1 / Järvi
- Chaikovski: Mazeppa / Gergiev
- Chaikovsky: Mazeppa / Järvi
- Verdi: Falstaff / Abbado
- Verdi: Il Trovatore / Pappano